# Acacia stipuligera
Acacia stipuligera là một loài thực vật có hoa trong họ Đậu. Loài này được F.Muell. miêu tả khoa học đầu tiên.
Loài cây này là loài bản địa từ một vùng khô cằn và nhiệt đới của miền bắc Australia.
Cây đa thân hoặc cây bụi thường có chiều cao từ 1 đến 6 mét (3 đến 20 ft) và có hình bụi tròn.

## Hình ảnh

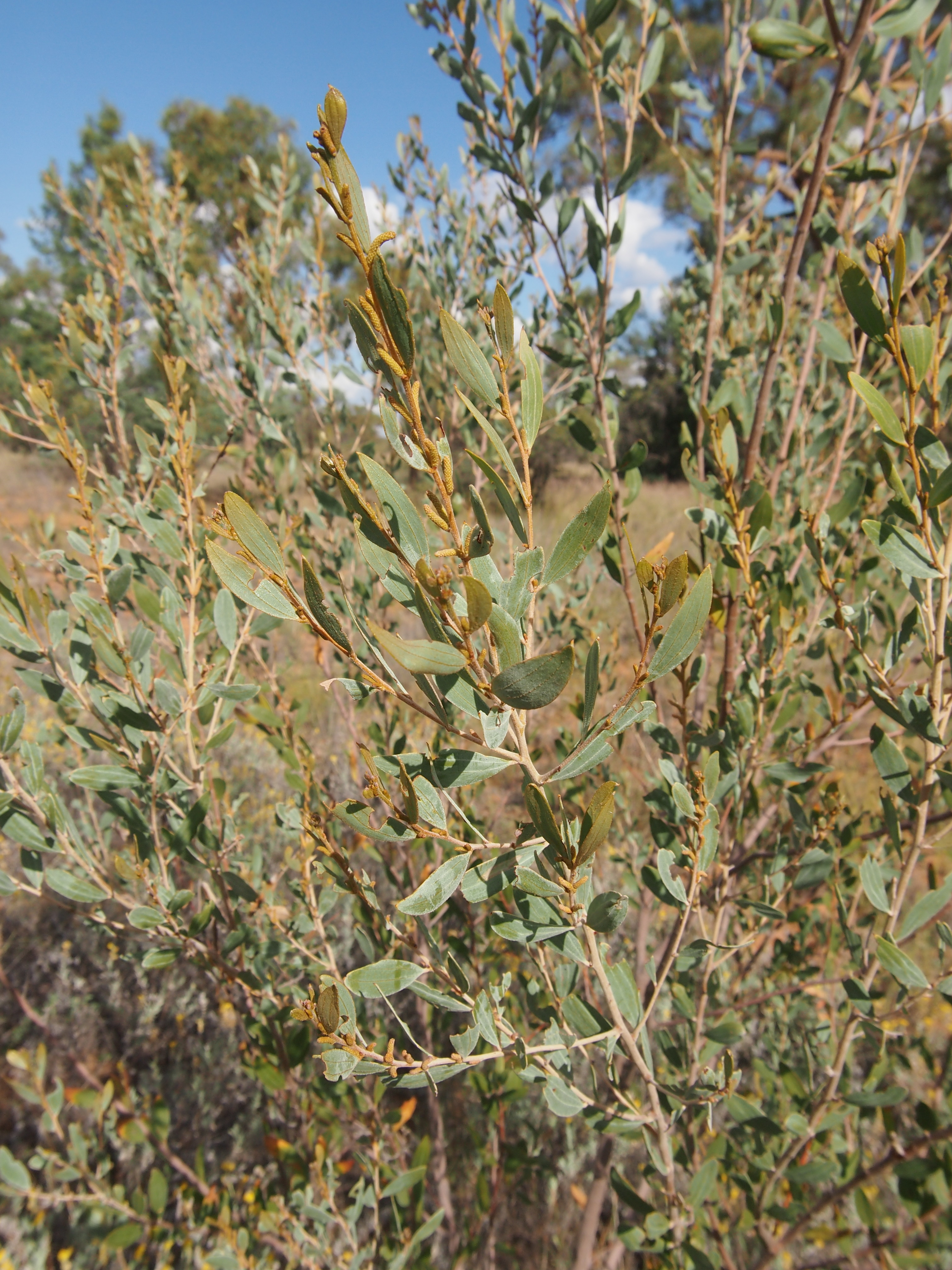
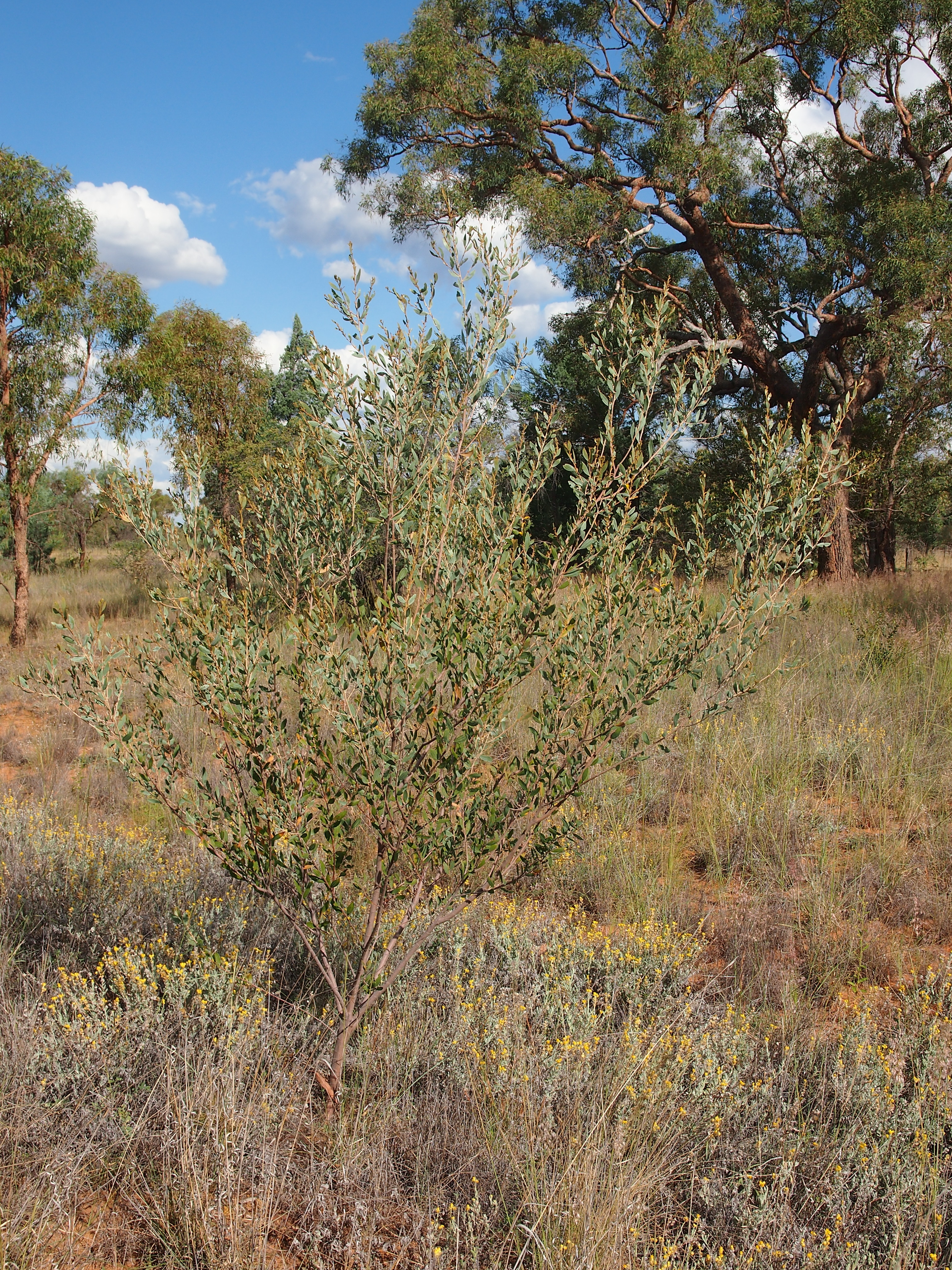